# Arbeid Adelt (Weelde)
Arbeid Adelt is een maalvaardige windkorenmolen te Weelde in de Belgische gemeente Ravels. Het is een stellingmolen en een bovenkruier die gebouwd werd door molenbouwer Van Himbergen voor de familie Bax-Pelkmans in 1850.

## Geschiedenis
Oorspronkelijk was de molen zowel een koren- als een oliemolen, maar na een brand in de olieslagerij in 1906 werd de molen heropgebouwd en stopte men met het slaan van olie. Op 11 september 1921 werd de molen beschadigd toen een storm de kap en wieken eraf rukte. Vanaf 1936 werd er een dieselmotor geïnstalleerd in een bijgebouw, en niet meer met windkracht professioneel gemalen. De molen werd op 28 mei 1962 een beschermd monument. In 1996 werd Arbeid Adelt maalvaardig gerestaureerd. In december 2008 werd het bijgebouw, waarin zich onder meer de van 1936 stammende dieselmotor en een maalkoppel bevinden, van de heemkundekring overgedragen aan de molenkring "Arbeid Adelt". Op de luizolder bevindt zich anno 2009 een koekenbreker.
Sinds mei 1962 is het molengebouw een beschermd monument, maar door inactiviteit raakte hij in verval. Dit keerde toen de molen werd aangekocht door de gemeente Ravels in 1989, en in januari 1993 het restauratieplan werd goedgekeurd. De molen is nu in oude staat teruggebracht, onder meer met een stelling geschoord aan de molen zelf in de plaats van vanaf de grond. Sinds 1996 is de windmolen weer maalvaardig, en in gebruik onder meer voor het verwerken (breken) van maïs en erwten voor veevoeder. Ook de dieselturbine is volledig gerestaureerd en het maalwerk dat deze turbine kan wel granen malen voor menselijke consumptie. Zo worden bijv. een plaatselijke bakker en een brouwerij van streekbieren beleverd.

## Restauraties en onderhoud
In 1906 werd de molen opnieuw opgebouwd door Goris en Vosters na de brand in de olieslagerij. Vervolgens werden in 1921 de kap en wieken snel teruggeplaatst na door een storm te zijn afgerukt. Een grote restauratie vond plaats in 1966 onder leiding van J. Schellekens, en wederom werden in 1993-'94 en '96 restauratie- en onderhoudswerken uitgevoerd, alles door de gebroeders Caers uit Retie. De gaanderij werd vernieuwd door Thomaes Molenbouw uit Beveren-Roeselare in 2008. Hierbij werden de verticale schoren vervangen door schuine en het uiterlijk van de stelling weer teruggebracht naar de oorspronkelijke staat.

## Molenaars en eigenaars
- 1850: de familie Bax-Pelkmans
- ca 1875: verkocht aan de familie Verheyen-Dries

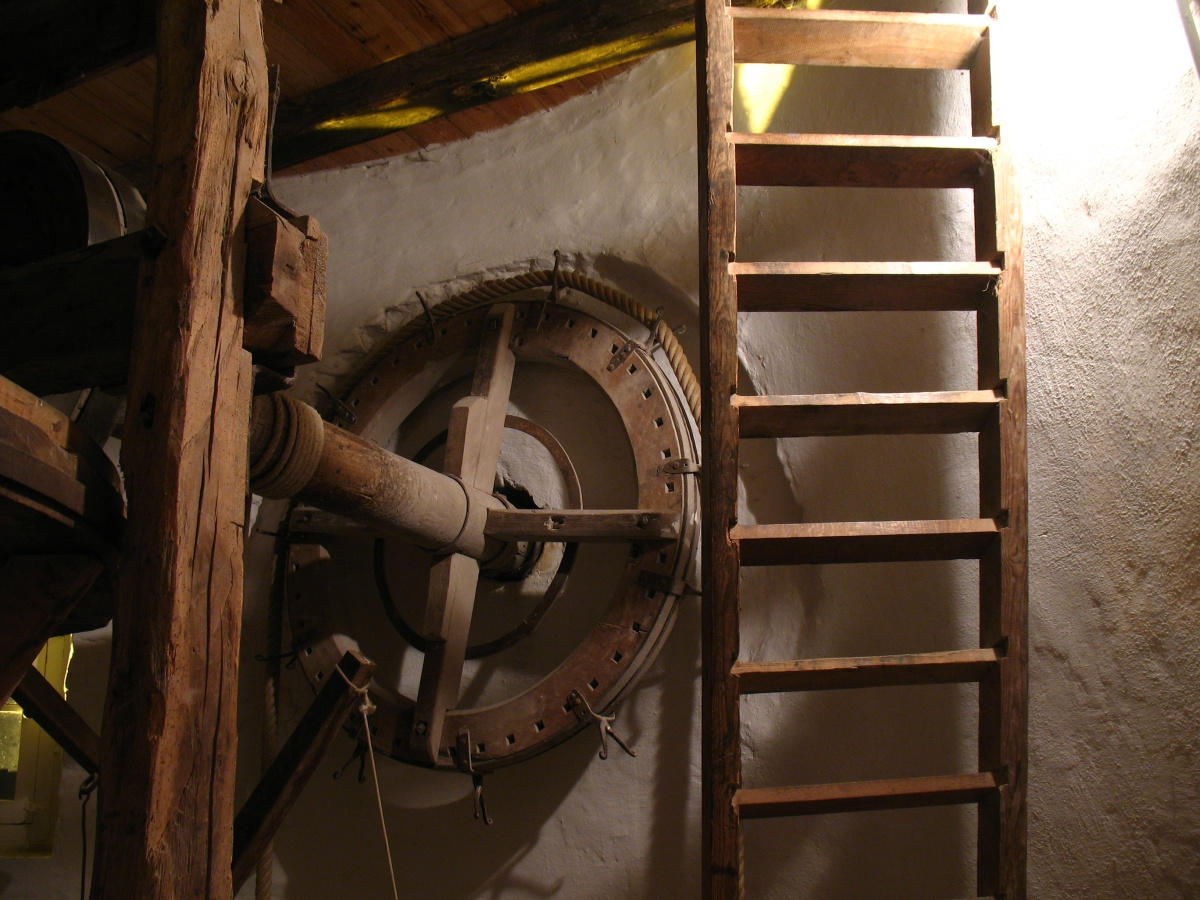
Hijsrad voor neerlaten van meelzakken

- 1989: verkocht aan gemeente Ravels

## Technische gegevens
De molen heeft
- geklinknagelde stalen potwieken met houten latwerk, 26m
- drie koppels molenstenen op de steenzolder
- twee hijsraderen op de luizolder, een op de koning gemonteerd (hijsen van zakken) en een houten die manueel bediend kan worden, voor het neerlaten van zakken (rad heeft ijzeren gaffels)
- gietijzeren molenas. Het is een hergebruikte Nederlandse Prins van Oranje-as nummer 114* uit 1878.
- koekenbreker
- Engels kruiwerk
- in de mechanische maalderij is er nog een koppel maalstenen, dat wordt aangedreven door een dieselmotor
- dieselmotor met één cilinder, fabricaat Ruston & Hornsby Ltd., Lincoln England, uit 1935